# Préfecture de police déléguée des Bouches-du-Rhône
Pour les articles homonymes, voir Préfecture de police.
En France, la préfecture de police déléguée des Bouches-du-Rhône, dirigée par le préfet de police délégué des Bouches-du-Rhône, est l'institution chargée de mettre en œuvre la politique nationale de sécurité intérieure dans le département des Bouches-du-Rhône.
La fonction de préfet de police des Bouches-du-Rhône est créée par décret en date du 15 octobre 2012. Il est remplacé par le préfet de police délégué dans le département des Bouches-du-Rhône par décret du 16 juillet 2025.

## Historique
Un préfet délégué pour la police a été institué dans les Bouches-du-Rhône en 1972 en même temps que dans d'autres départements français. En 1989, il a été renommé préfet adjoint pour la sécurité, puis en 1993, préfet délégué pour la sécurité et la défense. Bien que couramment dénommés « préfet de police », ces préfets assistent en fait le préfet de zone pour animer et coordonner l’action des services de police dans le département.
À la suite de nombreux règlements de compte impliquant des trafiquants de drogue dans l'agglomération marseillaise, le gouvernement annonce la création d’un préfet de police de plein exercice pour les Bouches-du-Rhône le 8 septembre 2012. Un décret en ce sens est présenté en conseil des ministres le 10 octobre 2012 et adopté le 15 octobre 2012.
En 2025, les fonctions de préfet de police des Bouches-du-Rhône sont supprimées, et il est créé un préfet de police délégué placé sous l’autorité du préfet de la région Provence-Alpes-Côte d’Azur, du département des Bouches-du-Rhône et de la zone de défense et de sécurité Sud,.

## Compétences
Entre 2012 et 2025, le préfet de police des Bouches-du-Rhône :
- met en œuvre la politique nationale de sécurité intérieure,
- a la charge de l'ordre public,
- a autorité sur les forces de police et les unités de gendarmerie et coordonne leur action,
- assure les missions de police administrative concourant à la sécurité intérieure en matière de débits de boisson, de manifestations sur la voie publique, de vidéosurveillance, d'armes, de sécurité privée et de sécurité des manifestations sportives[1].

Il s'agit, avec le préfet de police de Paris, du seul préfet de police de plein exercice en France, bien que, à l'inverse de Paris, les directions des Bouches-du-Rhône restent organiquement rattachées à la Direction générale de la police nationale. Ainsi, si le préfet de police de Paris dispose d'une administration propre et de compétences spécifiques (titres aux étrangers, permis de conduire, nuisances sonores, zone de défense et de sécurité, etc.), ce n'est pas le cas du préfet de police des Bouches-du-Rhône qui n'a qu'une autorité fonctionnelle sur les services de police et de gendarmerie et sur les services de la préfecture des Bouches-du-Rhône pour l'exécution des compétences qui lui sont confiées par la réglementation[réf. souhaitée].
En application d'un décret du 25 août 2022, sont attribuées au Préfet de Police des Bouches-du-Rhône des compétences en matière de lutte contre la radicalisation, de lutte contre les stupéfiants, de sécurité routière et de sûreté portuaire,.
Depuis 2025, le préfet de police délégué assiste le préfet dans l'ensemble de ses attributions concourant à la mise en œuvre de la politique nationale de sécurité intérieure, au maintien de l'ordre public et à la sécurité des populations. Sous son autorité et dans la limite des missions qui lui sont confiées, il dirige l'action des services de police et de gendarmerie et s'assure, en tant que de besoin, sous réserve des dispositions du code de procédure pénale relatives à l'exercice de la mission de la police judiciaire, du concours des services de police judiciaire aux missions de sécurité intérieure.

## Siège du préfet de police

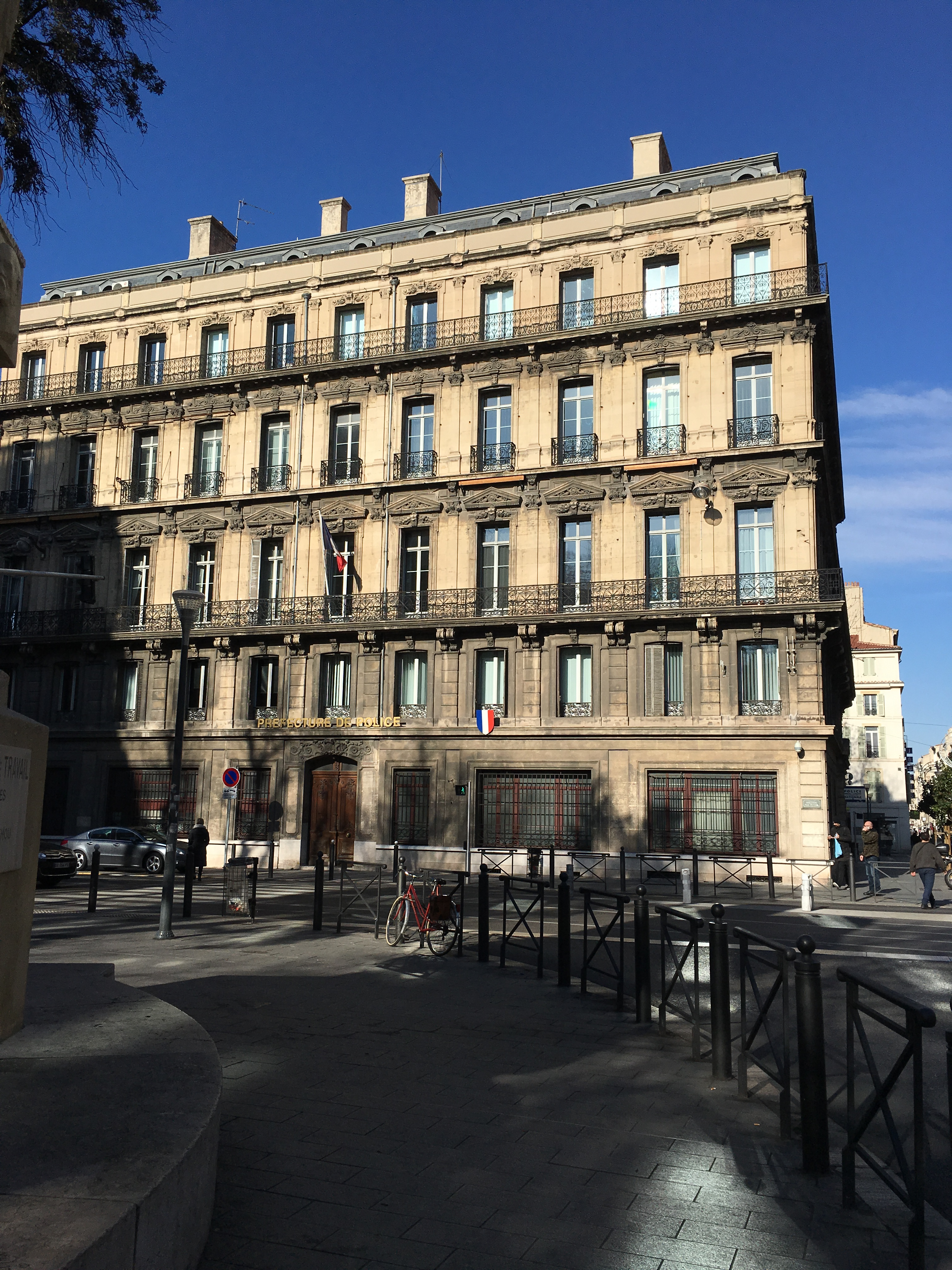
La préfecture de police de Marseille.

La préfecture de police est située dans le 6e arrondissement de Marseille, en face de l'hôtel de préfecture des Bouches-du-Rhône, plus précisément, au 2 boulevard Paul-Peytral, 13006 Marseille .

## Liste des préfets de police des Bouches-du-Rhône
Entre 1972 et 2012, le poste de préfet délégué a été occupé par :
- 1972 - 1974 : René Heckenroth, préfet délégué pour la police
- 1974 - 1976 : Claude Bussière, préfet délégué pour la police
- 1976 - 1978 : Camille Michel, préfet délégué pour la police
- 1978 - 1980 : Raymond Jaffrézou, préfet délégué pour la police
- 1980 - 1981 : Michel Éon, préfet délégué pour la police
- 1981 - 1985 : Bernard Patault, préfet délégué pour la police
- 1985 - 1986 : Pierre Richard, commissaire de la République délégué pour la police
- 1986 - 1987 : François Bonnelle, commissaire de la République délégué pour la police
- 1987 - 1988 : Arsène Lux, commissaire de la République délégué pour la police
- 1988 - 1990 : Marcel Morin, préfet délégué pour la police
- 1990 - 1993 : François Filliatre, préfet adjoint pour la sécurité
- 1993 - 1995 : Alain Gehin, préfet adjoint pour la sécurité
- 1995 - 1998 : Michel Sappin, préfet délégué pour la sécurité et la défense
- 1998 - 2001 : Hugues Parant, préfet délégué pour la sécurité et la défense
- 2001 - 2002 : Yves Dassonville, préfet délégué pour la sécurité et la défense
- 2002 - 2004 : Roger Marion préfet, délégué pour la sécurité et la défense
- 2004 - 2007 : Bernard Squarcini, préfet délégué pour la sécurité et la défense
- 2007 - 2009 : Jean-Luc Marx, préfet délégué pour la sécurité et la défense
- 2009 - 2011 : Philippe Klayman, préfet délégué pour la défense et la sécurité
- 2011 - 2011 : Gilles Leclair, préfet délégué pour la défense et la sécurité
- 2011 - 2012 : Alain Gardère, préfet délégué pour la défense et la sécurité
- 2012 - 2012 : Jean-Paul Bonnetain, préfet délégué pour la défense et la sécurité

Entre 2012 et 2025, les préfets de police des Bouches-du-Rhône sont :
- 2012 - 2015 : Jean-Paul Bonnetain[11]
- 2015 - 2017 : Laurent Nuñez[12]
- 2017 - 2020 : Olivier de Mazières (d)[13],[14],[15]
- 2020 : Emmanuel Barbe[16],[17]
- 2020 - 2024 : Frédérique Camilleri[18],[19]
- 2024 - 2025 : Pierre-Édouard Colliex[20],[21]

Depuis 2025 : Corinne Simon est préfète déléguée auprès du préfet de police des Bouches-du-Rhône, préfiguratrice de la future préfecture de police déléguée, puis préfète de police déléguée auprès du préfet des Bouches-du-Rhône,.